# Senatni trg, Helsinki
Senatni trg (finsko Senaatintori, švedsko Senatstorget) predstavlja arhitekturo Carla Ludviga Engla kot edinstveno alegorijo politične, verske, znanstvene in komercialne moči v središču Helsinkov na Finskem.
Senatni trg in njegova okolica predstavljajo najstarejši del centra Helsinkov. Znamenitosti in znane stavbe, ki obkrožajo trg, so Helsinška stolnica, vladna palača, glavna stavba Univerze v Helsinkih in hiša Sederholm, najstarejša stavba v središču Helsinkov iz leta 1757.

## Gradnja
V 17. in 18. stoletju je bilo na tem mestu pokopališče. Leta 1812 je bil Senatni trg v načrtu mesta, ki ga je zasnoval Johan Albrecht Ehrenström, določen za glavni trg nove prestolnice Helsinki. Palača državnega sveta (ali vladna palača) je bila dokončana leta 1822 na vzhodni strani Senatnega trga. Služila je kot sedež senata Finske, dokler je leta 1918 ni nadomestil državni svet, zdaj pa je v njej urad finskega predsednika vlade in kabinet. Glavna stavba univerze na nasprotni strani Senatnega trga je bila zgrajena leta 1832.
Helsinška stolnica na severnem robu Senatnega trga je bila Engelov najdaljši arhitekturni projekt. Na njej je delal od leta 1818 do svoje smrti leta 1840. Stolnica, takrat imenovana cerkev sv. Nikolaja, dominira nad Senatnim trgom in je bila dokončana leta 1852, dvanajst let po Engelovi smrti.
- Pogled na Senatni trg
- Engelova akvarelna slika 1816–1818 starega trga, ki je bil na jugovzhodnem delu sedanjega trga. Na desni je mestna hiša, na levi pa stražarnica, za katero je stara cerkev Ulrike Eleonore.'"`UNIQ--ref-00000009-QINU`"'
- Litografija trga iz leta 1838. Stavba straže pred stolnico je bila v 1840-ih porušena in na njenem mestu postavljene velike stopnice.'"`UNIQ--ref-0000000A-QINU`"'
- Hiša Sederholm, 1757, najstarejša stavba v središču Helsinkov na jugovzhodnem vogalu trga
- Vladna palača, 1822
- Glavna stavba Univerze v Helsinkih, 1832, v sedanjem pročelju
- Helsinška stolnica, 1830–1852

## Kip Aleksandra II
V središču trga je kip carja Aleksandra II. Kip, postavljen leta 1894, je bil zgrajen v spomin na njegovo ponovno vzpostavitev finskega parlamenta leta 1863 in njegov začetek več reform, ki so povečale avtonomijo Finske od Ruskega imperija. Kip predstavlja Aleksandra na podstavku, obkroženega s figurami, ki predstavljajo pravo, kulturo in kmete. Kipar je bil Walter Runeberg.
Med rusifikacijo Finske med letoma 1899 in 1917 je kip postal simbol tihega upora, ljudje so protestirali proti odlokom Nikolaja II. tako, da so puščali rože ob vznožju kipa njegovega dedka, ki je bil takrat na Finskem znan kot 'dobri car'.
Po razglasitvi neodvisnosti Finske leta 1917 so bile podane zahteve po odstranitvi kipa. Kasneje je bilo predlagano, da bi ga nadomestili s konjeniškim kipom Mannerheima, ki je trenutno na Mannerheimintie pred muzejem Kiasma. Iz nobenega od teh predlogov ni bilo nič in danes je kip ena glavnih turističnih znamenitosti mesta in opomin na vlogo Aleksandra II. pri vzpostavitvi finske državnosti prvič v zgodovini.

## Sodobna vloga
Danes je Senatni trg ena glavnih turističnih znamenitosti Helsinkov. Na Senatnem trgu so organizirali različne umetniške dogodke, od koncertov, snežnih zgradb do kontroverznih dejavnosti deskanja na snegu. Jeseni 2010 je bila na zgodovinskem trgu razstava United Buddy Bears s 142 medvedi.
Digitalna karijonska glasba (finsko Senaatintorin ääni) se predvaja vsak dan ob 17.49 na Senatnem trgu. Zvočno instalacijo sta sestavila Harri Viitanen, skladatelj in organist Helsinške stolnice in Jyrki Alakuijala, doktor tehnologije. Optimalni položaj poslušanja je v bližini osrednjega spomenika trga, bronastega kipa Aleksandra II.
Več stavb v bližini Senatnega trga upravlja vladni ponudnik nepremičnin, Senate Properties. Na severozahodnem vogalu so štirje kratki stebri, postavljeni vsako zimo za zaščito spominske plošče cerkve Ulrike Eleonore pred snežnimi plugi.
Mesto si prizadeva, da bi bilo označeno kot območje svetovne dediščine, vendar ena sama stavba v njegovem jugozahodnem vogalu to preprečuje.

## V popularni kulturi
Film
- Naslovna sekvenca filma Johna Hustona The Kremlin Letter (1970) je bila posneta nad trgom ponoči, vključno s silhueto stolnice.[13][14]
- Ameriški igralec in filmski režiser Warren Beatty je posnel prizore iz svojega filma Reds (1981) na trgu - Helsinki v vlogi Sankt Peterburga.[15]
- Zasnežene nočne scene iz filma Noč na zemlji (1991) Jima Jarmuša so posneli na trgu, vendar ob vtisu, da je v središču prometno krožišče.[16]

Glasba
- Uvodna sekvenca videospota za pesem Sandstorm Darudeja je bila posneta na Senatnem trgu, v ozadju pa je vidno prikazana stolnica.[17]